# Рогачинка
Рогачинка (укр. Рогачинка) — село в Крестовской сельской общине Каховского района Херсонской области Украины.
Население по переписи 2001 года составляло 11 человек. Почтовый индекс — 75204. Телефонный код — 5538. Код КОАТУУ — 6525485005.

## Местный совет
75223, Херсонская обл., Чаплинский р-н, с. Шевченка, ул. Кудри, 32